# All My Children
All My Children är en amerikansk dagtidssåpa som sändes mellan 1970 och 2013 på TV-nätverket ABC:s stationer över hela USA. Serien har aldrig sänts i Sverige.

## Karaktärer
- Donna Beck
- Chuck